# 丹斯 (电视剧)
丹斯（Des）是一部英國電視迷你剧集，共有三集，它改编自1983年苏格兰連環殺手丹尼斯·尼爾森被捕事件，當時其居所附近的下水道堵塞，之後有人类遗骸被發現，最終丹尼斯·尼爾森被捕。该迷你剧集于2020年9月14日首播。大衛·田納特在劇中饰演丹尼斯·尼爾森。